# Paris Lees
Paris Lees (Hucknall, Inglaterra; 1986) es una periodista, presentadora, y activista trans británica. Encabezó la lista de la sección semanal Pink List del periódico británico The Independent en 2013 y quedó segunda en la Rainbow List de 2014, del mismo periódico. Fue galardonada con el premio Positive Role Model Award for LGBT en la ceremonia de 2012 de los premios National Diversity Awards.

## Infancia y juventud
Lees Nació en Hucknall, Nottinghamshire. Se identificó como hombre homosexual al alcanzar la edad adulta. A la edad de 16 años, Lees cometió un robo, siendo condenada a cumplir dos años de prisión, aunque finalmente sería liberada a los ocho meses. Más tarde, Lees, comentando el incidente, afirmaría: "tuve que dejar mi carrera universitaria. Había perdido el rumbo de mi vida porque me aterraba la idea de tener que ir a la cárcel. Acabé tomando muchas drogas". Sin embargo, a lo largo de su experiencia en prisión, Lees decidió cambiar: "simplemente llegué a la conclusión de que no era más que un adolescente que había acabado en la cárcel por haber cometido un error enorme y que lo único que quería era ser feliz»".
Lees se mudó a Brighton para estudiar filología inglesa en la universidad, siendo a partir de esta etapa cuando comenzaría a identificarse como mujer: "en solo seis semanas pasé de ser un chico que vivía en Nottingham con su abuelita a ser una chica que vivía en Brighton". Fue derivada a la clínica Charing Cross Gender Identity Clinic de esta ciudad donde recibiría la terapia hormonal sustitutiva que le permitiría dar comienzo a su transición.

## Carrera periodística y como presentadora
Lees fundó META, la primera revista británica dirigida a la comunidad trans. También participó como editora adjunta suplente de la revista Gay Times, en la que, hoy día, participa como columnista. Asimismo, es columnista de la revista Diva, y fue la primera persona transgénero en aparecer en la portada de esta.
Lees también ha escrito para otros periódicos y revistas de carácter más convencional, entre los que se incluyen The independent, The Guardian, The Daily Telegraph, The Sun y Vice, así como para Channel 4 News.
Ha trabajado como presentadora de televisión y radio, siendo la primera mujer transgénero presentadora en BBC Radio 1 y Channel 4. En Radio 1,  fue productora en un documental titulado "El Debate del Odio" para la sección BBC Radio 1's Stories,  el cual estaba enfocado a documentar las distintas actitudes que la sociedad manifiesta hacia las minorías, como racismo, homofobia, transfobia o islamofobia. La crítica periodística elogió el trabajo de Lees, haciendo hincapié en su "buen trabajo a la hora de provocar a sus oyentes" y por "parecer genuinamente interesada en las opiniones de los jóvenes que entrevista". "El Debate de Odio" fue continuado con un segundo documental en la misma línea titulado "Mi historia de Punk Rock transgénero", en el cual entrevistó a la estrella del rock Laura Jane Grace e introdujo a la audiencia adolescente a una serie de conceptos dentro del marco de la identidad transgénero, el género binario y el no binario. También presentó el episodio Trans de la sección Channel 4's The Shooting Gallery.
El 25 de octubre de 2013, participó como panelista en el programa 100 Mujeres de la BBC. El 31 de octubre de ese mismo año, se convertiría en la primera panelista abiertamente transgénero en aparecer en el programa Question Time de la misma cadena, por lo cual recibió elogios de diversas fuentes, incluido el ex-Vice primer ministro británico, John Prescott, y el vicesecretario general del Partido Laborista, Harriet Harman.

## Activismo
Como parte de su trabajo para la ONG Trans Media Watch, Lees luchó para que Channel 4 hiciera un mayor esfuerzo para eliminar el contenido tránsfobo de sus emisiones, y sirvió como asesora para el documental de la cadena Mi Verano Transexual. Además, ha trabajado como consultora para un gran número de medios de comunicación, proporcionando asesoramiento sobre cómo cubrir información relativa a personas transgénero.
Lees actualmente colabora en All About Trans, un proyecto que intenta armonizar la relación entre periodistas y otros profesionales de los medios de comunicación con las personas transgénero.
En 2013, apareció como primera de lista en la Pink List del periódico The Independent, que se otorga a la persona más influyente de la comunidad LGBT en el Reino Unido. Además, fue jueza para ese mismo premio en las ediciones de 2011 y 2012.
Lees ha afirmado sobre las redes sociales que estas suponen una herramienta clave para que las personas transgénero puedan mejorar su reconocimiento social:

People have been taking the piss out of trans people for 60 years. The narrative on trans issues has been controlled by people who have no understanding of them. Social media is about us grabbing the narrative back and telling our own stories – this is our reality, this is what we go through and this is what matters to us. We're here, we're in your face, we definitely exist. That's the most important thing – realising we exist.

Asimismo, Lees ha condenado el hashtag "#fuckcispeople", un polémico trending hashtag en Twitter, dirigido a las personas cisgénero, calificándolo de "contraproducente".
El 11 de agosto de 2014, fue invitada a debatir sobre el impacto social que supuso el reconocimiento de Kellie Maloney como mujer trans en el programa BBC Newsnight. Sin embargo, Lees rechazó la invitación citando que "no estaba preparada para participar en un debate guionizado sobre si las personas transgénero tienen derecho o no a existir o a expresarse".
En mayo de 2016, junto con Brooke Magnanti, fue llamada a proporcionar información sobre las condiciones de trabajo de las trabajadoras sexuales en el Reino Unido por un comité encargado de investigar leyes relativas a la prostitución en el Reino Unido. Las conclusiones a las que se llegó en el comité, publicadas en julio de 2016, incluían las sugerencias de Lees y Magnanti, entre las que se hallaban la eliminación de registros criminales de aquellas personas arrestadas por delitos relacionados con la prostitución. Varias ONGs dentro de este ámbito calificaron esto de “una victoria impresionante para las trabajadoras sexuales y para la decriminalización" y “un paso gigante para los derechos de las trabajadoras sexuales en el Reino Unido”.

## Vida personal
Lees se ha definido públicamente como mujer trans bisexual y como feminista. 
En respuesta a la transición anunciada por Chelsea Manning, Lees reveló que, en su adolescencia y antes de su transición, fue a prisión por cometer un robo. Lees, que por aquel entonces se identificaba como chico gay afeminado, ha dicho, sobre su experiencia en prisión, que "ser un chico afeminado en un lugar lleno de hombres de aspecto amenazante no fue precisamente un camino de rosas", pero que su experiencia allí fue menos violenta que en la escuela porque los presos eran más propensos a hacerse daño a sí mismos que a los demás.
Después de su salida de prisión y tras ser rechazada para un trabajo a tiempo parcial como tele-operadora, Lees describió haber recibido una epifanía: "cuándo  me di cuenta de que me gustaría cambiar la sociedad, no a mí misma, todas estas cosas buenas llegaron a mi vida". Posteriormente, recibió tratamiento hormonal sustitutivo en la clínica de identidad de género del Cross Hospital de Charing y conoció a su novio poco después.
En 2018 se convirtió en la primera mujer abiertamente transgénero en aparecer en la revista Vogue.